# Öndóttur Erlingsson
Öndóttur kráka Erlingsson (apodado el Cuervo, n. 870) fue un caudillo vikingo del Agder en Noruega, hijo de Erlingur Knýtilsson (n. 844). Öndóttur fue asesinado por un hersir llamado Grímr debido a una disputa por la herencia del difunto Bjarni Hrolfsson. La esposa de Öndóttur, Signý Sighvatsdóttir y un hijo buscó refugió con su hijo adoptivo, con quien pasó el invierno. Al verano siguiente, atacaron a Grímr y le quemaron en su hacienda, forzando al jarl Auðun, representante del rey Harald I de Noruega, a pagar una compensación por la muerte de Öndóttur. Þrándur mjögsiglandi Bjarnarson era hijo de Helga, hermana de Öndóttur, la segunda esposa de Bjarni, que era padre de Eyvind del Este y abuelo de Helgi Eyvindarson, y fue a Noruega a reclamar la herencia para luego dirigirse a Islandia.
Al regresar sus hijos Ásgrímur y Ásmundur Öndóttsson de sus incursiones vikingas en las islas británicas, se involucraron seriamente en el conflicto y Ásgrimur fue gravemente herido y dado por muerto. Ásmundur viajó a Islandia sin saber nada de su hermano, y estuvo con su tío Helgi que tenía su hacienda en Eyjafjörður quien le cedió el territorio de Kræklingahlíð, donde más tarde se reunió Ásgrimur como colono. Ambos hermanos recibieron el apodo de su padre «kráka», y son el origen del clan familiar de los Kræklingar. Öndóttur aparece citado en la saga de Njál, y la saga de Grettir.